# Плезант Дејл (Небраска)
Плезант Дејл (енгл. Pleasant Dale) град је у америчкој савезној држави Небраска.

## Демографија
По попису из 2010. године број становника је 205, што је 40 (-16,3%) становника мање него 2000. године.
| Група             | 2000.       | 2010.       |
| Белци             | 238 (97,1%) | 191 (93,2%) |
| Афроамериканци    | 0 (0,0%)    | 0 (0,0%)    |
| Азијати           | 0 (0,0%)    | 1 (0,5%)    |
| Хиспаноамериканци | 2 (0,8%)    | 2 (1,0%)    |
| Укупно            | 245         | 205         |